# 河野匡泰
河野匡泰（日语：河野 匡泰，又称：河野清人，6月1日—）是出生在日本长野县上田市的男性演員、配音員。

## 主要參與作品

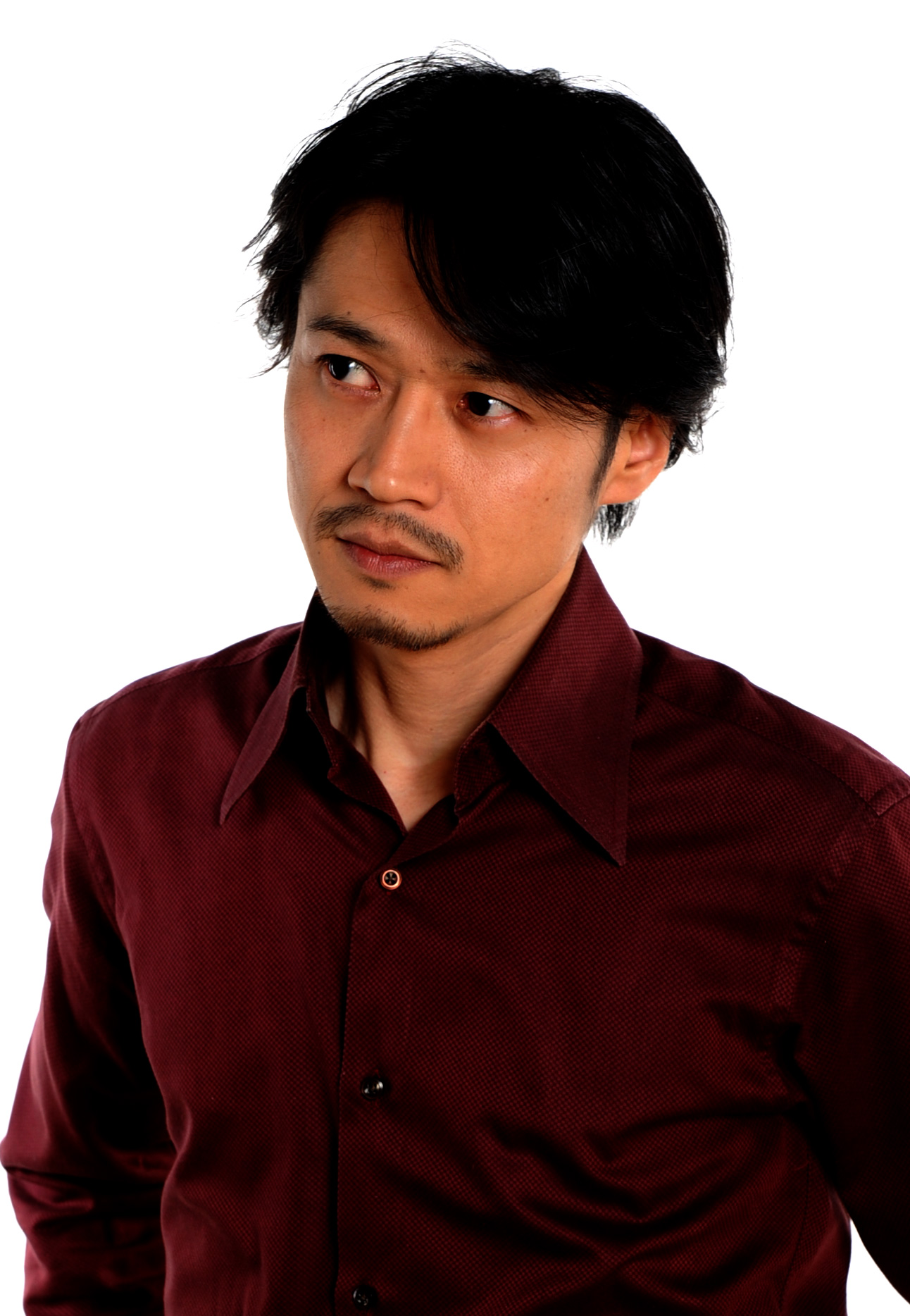
河野匡泰

### 動畫
- 家庭教師HITMAN REBORN!（威尔帝）
- 光速蒙面俠21（佐竹洋平，南風原忍）
- 索斯機械獸V

## 外部連結
- 河野匡泰ＨＰ
- 河野匡泰ＨＰ（中文版）